# Chagang
Chagang (tiếng Triều Tiên: 자강도; Hancha: 慈江道; Hán-Việt: Từ Giang Đạo) là một tỉnh của Cộng hòa Dân chủ Nhân dân Triều Tiên; tỉnh có biên giới với các tỉnh Cát Lâm và Liêu Ninh của Trung Quốc ở phía bắc, Ryanggang và Hamgyong Nam ở phía đông, P'yŏngan Nam ở phía nam, và P'yŏngan Bắc ở phía tây. Chagang được thành lập vào năm 1949, sau khi tách ra từ tỉnh P'yŏngan Bắc. Tỉnh lị Chagang là Kanggye. Trước năm 2019, Chagang là tỉnh duy nhất của Triều Tiên hoàn toàn không thể tiếp cận với khách du lịch, có thể do các nhà máy vũ khí và cơ sở vũ khí hạt nhân nằm ở đó. Năm 2019, thành phố Manp'o đã có thể tiếp cận được với khách du lịch. Tháng 5 năm 2018, tỉnh này đã trở thành "Khu cách mạng đặc biệt Songun (tiên quân)" liên quan đến việc che giấu vũ khí hạt nhân và các nhà máy sản xuất vũ khí trong tỉnh.

## Địa lý
Chagang nằm ở phía tây bắc của Triều Tiên. Đây là một tỉnh miền núi; trong đó khu vực miền núi chiếm tới 98% tổng diện tích. Độ cao trung bình so với mực nước biển là 750 mét và độ dốc ở hầu hết các vùng là 15 đến 40 độ.
Tỉnh có khí hậu lục địa riêng biệt dưới ảnh hưởng của lục địa châu Á. Nó có mùa đông rất lạnh và dài, cũng như mùa xuân và mùa thu ngắn ngủi. Khí hậu được đặc trưng bởi sự khác biệt lớn về nhiệt độ hàng ngày và hàng năm. Vào mùa hè thường xuyên có mưa rào và mưa đá. Vì vậy sấm sét xảy ra thường xuyên.
Tỉnh này có nguồn tài nguyên khoáng sản lớn và là nguồn cung cấp chì, kẽm, vàng, đồng, molypden, vonfram, antimon, than chì, apatit, alunite, đá vôi, canxi cacbonat, antraxit và quặng sắt của Triều Tiên. Ngoài ra còn có các tinh thể và đá quý có giá trị ở đó.

## Các thành phố chính và hoạt động kinh tế
Tỉnh có rất nhiều tài nguyên dưới đất, rừng và nước. Trước Chiến tranh Triều Tiên, tỉnh Chagang là vùng đất biệt lập chỉ có hai mỏ nguyên sơ, một nhà máy gỗ và một nhà máy chưng cất rượu.
Ngày nay, nó có các ngành công nghiệp điện, máy móc, hóa chất, ánh sáng, khai thác mỏ và gỗ. Tổng sản lượng công nghiệp của nó gấp 1000 lần so với trước chiến tranh.
Phần lớn các cơ sở công nghiệp quân sự dưới lòng đất của Triều Tiên đều nằm ở tỉnh Chagang, bao gồm cả một phần chương trình vũ khí hủy diệt hàng loạt của họ.
Kanggye là thành phố thủ phủ của tỉnh Chagang. Một trong những nhà máy chế biến gỗ kinh tế chính của tỉnh và của đất nước được đặt tại Kanggye.
Tuy nhiên, Huichon là thành phố phát triển nhất trong tỉnh. Sự phát triển của nó bắt nguồn từ Chiến tranh Triều Tiên, khi nó trở thành một trong những thành phố tái định cư công nghiệp vì nó bị cô lập và cách xa các chiến trường chính.
Ngày nay, Huichon có một số ngành công nghiệp, chẳng hạn như nhà máy sản xuất máy công cụ khổng lồ, nhà máy sản xuất tơ lụa và nhà máy sản xuất đồ thủy tinh cứng. Ở Huichon có Đại học Viễn thông chính của Triều Tiên.
Chagang là một trong những tỉnh kém phát triển và biệt lập ở Bắc Triều Tiên sau khi giải phóng vào năm 1945. Địa hình khiến việc trồng trọt trở nên khó khăn và chỉ có những người nông dân đốt nương làm rẫy để kiếm sống.

Ngày nay, hoạt động trồng trọt chủ yếu gắn liền với hoạt động chăn nuôi. Một ví dụ là trang trại Hungju.

## Du lịch tỉnh Chagang
Tỉnh Chagang có thời là tỉnh duy nhất ở Triều Tiên mà khách du lịch không thể đến. Lý do chính được cho việc tại sao họ không được phép đến là do tỉnh này là nơi có các nhà máy và địa điểm sản xuất vũ khí và vũ khí hạt nhân. Trước tháng 4 năm 2019, nơi duy nhất mà khách du lịch ở tỉnh Chagang có thể tiếp cận là khách sạn Huichon.
Tuy nhiên, vào tháng 4 năm 2019, tỉnh này đã mở cửa đón khách du lịch và họ có thể đến thành phố Manpo. Thành phố nằm ngay bên kia sông từ Trung Quốc.

## Nhà máy điện vừa và nhỏ
Tỉnh này đã được chuyển đổi thành trung tâm năng lượng của đất nước, với việc xây dựng Nhà máy điện Kanggye Youth, Nhà máy điện Unbong, Nhà máy điện Jangjagang và các nhà máy thủy điện lớn khác.
Tỉnh đã xây dựng từ những năm 90 nhiều nhà máy điện vừa và nhỏ, là nhiệm vụ của chính quyền địa phương. Đập gỗ, ống dẫn nước, bè và cống là một trong những phương pháp hiệu quả được áp dụng trong quá trình xây dựng của họ.
Tua bin thủy lực nhỏ có công suất từ 2 kW đến 70 kW được các kỹ thuật viên địa phương phát triển để tăng đáng kể công suất phát điện.

## Hành chính
Chagang được chia thành 3 thành phố (si, thị) và 15 huyện (gun, quận).
| Tên               | Chosongul | Hanja  | Dân số (2008) | Hành chính                |
| ----------------- | --------- | ------ | ------------- | ------------------------- |
| Thành phố         |           |        |               |                           |
| Hŭich'ŏn          | 희천시    | 熙川市 | 168,180       | 21 dong, 12 ri            |
| Kanggye (tỉnh lỵ) | 강계시    | 江界市 | 251,971       | 34 dong, 2 ri             |
| Manp'o            | 만포시    | 滿浦市 | 116,760       | 11 dong, 15 ri            |
| Huyện             |           |        |               |                           |
| Changgang         | 장강군    | 長江郡 | 54,601        | 1 up, 3 rodongjagu, 10 ri |
| Chasŏng           | 자성군    | 慈城郡 | 50,939        | 1 up, 1 rodongjagu, 15 ri |
| Chŏnch'ŏn         | 전천군    | 前川郡 | 106,311       | 1 up, 5 rodongjagu, 11 ri |
| Ch'osan           | 초산군    | 楚山郡 | 43,614        | 1 up, 18 ri               |
| Chunggang         | 중강군    | 中江郡 | 41,022        | 1 up, 1 rodongjagu, 8 ri  |
| Hwap'yŏng         | 화평군    | 和坪郡 | 42,183        | 1 up, 3 rodongjagu, 10 ri |
| Kop'ung           | 고풍군    | 古豐郡 | 31,572        | 1 up, 12 ri               |
| Rangrim           | 랑림군    | 狼林郡 | 36,481        | 1 up, 2 rodongjagu, 14 ri |
| Ryongrim          | 룡림군    | 龍林郡 | 32,727        | 1 up, 12 ri               |
| Sijung            | 시중군    | 時中郡 | 41,842        | 1 up, 14 ri               |
| Sŏnggan           | 성간군    | 城干郡 | 92,952        | 1 up, 5 rodongjagu, 9 ri  |
| Songwŏn           | 송원군    | 松原郡 | 38,051        | 1 up, 12 ri               |
| Tongsin           | 동신군    | 東新郡 | 47,460        | 1 up, 14 ri               |
| Usi               | 우시군    | 雩時郡 | 42,919        | 1 up, 1 rodongjagu, 22 ri |
| Wiwŏn             | 위원군    | 渭原郡 | 60,245        | 1 up, 2 rodongjagu, 20 ri |